# Eria tomentosa
Eria tomentosa är en orkidéart som först beskrevs av J.König, och fick sitt nu gällande namn av Joseph Dalton Hooker. Eria tomentosa ingår i släktet Eria och familjen orkidéer. Inga underarter finns listade i Catalogue of Life.